# Viking metal
Genres dérivés
Pagan metal
Genres associés
Black metal, death metal, folk metal
Le viking metal est un sous-genre musical du heavy metal, dont les origines sont retracées par le black metal et le folk nordique, caractérisé par les paroles qui font référence principalement à la mythologie nordique, aux Vikings ou au paganisme. La majorité des groupes de viking metal sont originaires de la Scandinavie élargie. Dans la musique du viking metal, les claviers et les instruments traditionnels comme le violon ou l'accordéon sont omniprésents et le rythme est galopant. Le viking metal est davantage un concept lyrique et thématique qu'un genre musical en tant que tel. Il incorpore à la fois des groupes de black metal et de death metal ainsi que de folk metal.

## Caractéristiques

### Instruments

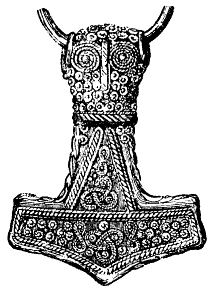
Le viking metal fait usage d'iconographie viking, comme ce Mjölnir.

AllMusic considère le viking metal être le surnom de la scène black metal norvégienne des années 1990, qu'il décrit comme « bruyant, chaotique et souvent poussé par mélodies douloureuses aux claviers. » Le rédacteur Johannes Jonsson décrit ce style comme « du black metal lent inspiré de la musique nordique ». Le rédacteur Ross Hagen catégorise le viking metal comme sous-genre du black metal, mais sans l'imagerie satanique créditée par le black metal. L'enseignante de l'Université DePaul Deena Weinstein mentionne l'usage régulier de claviers dont le rythme est, selon elle, « rapide et galopant. » Également, selon Weinstein, les groupes de viking metal font souvent usage d'instruments traditionnels et de mélodies ethniques. Aaron Patrick Mulvany catégorise le viking metal comme du folk metal, mais avec moins d'usage d'« instruments non-habituels. » Concernant le chant, le viking metal incorpore à sa musique des chants clairs et des grunts et hurlements dérivés du black metal.
Scholar Imke von Helden explique que l'« on a certaines difficultés à définir le viking metal, du fait que la définition - sans parler de certains éléments comme les parties chorales - ne se base pas entièrement sur les caractéristiques musicales des genres metal. La musique dérive de genres dits scandinaves de black et death metal. » Certains groupes, comme Unleashed et Amon Amarth, adoptent le death metal, mais incorporent des thèmes viking et sont ainsi catégorisés sous ce genre,. Heather O'Donoghue note également la manière dont le viking metal est mieux défini par ses thèmes que par sa musique. Elle écrit que le « viking metal s'appuie sur des thèmes nordiques et non pas dans un sens strictement musical — les chansons de groupes tels que Bathory ne sont en aucun cas repris de la musique médiévale. À la place, c'est dans les noms de groupe, les titres d'album, les couvertures d'album, et, en particulier, dans les paroles que le thème viking est si présent. »

### Thèmes et paroles
D'un point de vue thématique, le viking metal s'inspire d'éléments dérivés du black metal, mais fait usage de paroles et d'une imagerie païenne et nordique contrairement au black metal qui est de nature anti-chrétienne et satanique. Le viking metal mélange le symbolisme du black et du death metal, en particulier l'incitation à la violence, l'usage d'armes, et l'implication dans des champs de bataille, et son intérêt pour ses racines ancestrales. Cependant, quelques groupes comme Sorhin gardent les éléments du black metal mais s'inspirent des chansons folk les plus récentes. Visuellement, des éléments comme les photos de groupe, le design des sites Internet, et les produits dérivés prônent tous la perspective sombre et violente du viking metal. Bien que la majeure partie des chansons soient chantées en anglais, les groupes de viking metal font de temps à autre usage de langues nordiques comme le norvégien, le suédois, le danois, et moins communément, l'islandais et le finnois,.

## Histoire

### Précurseurs

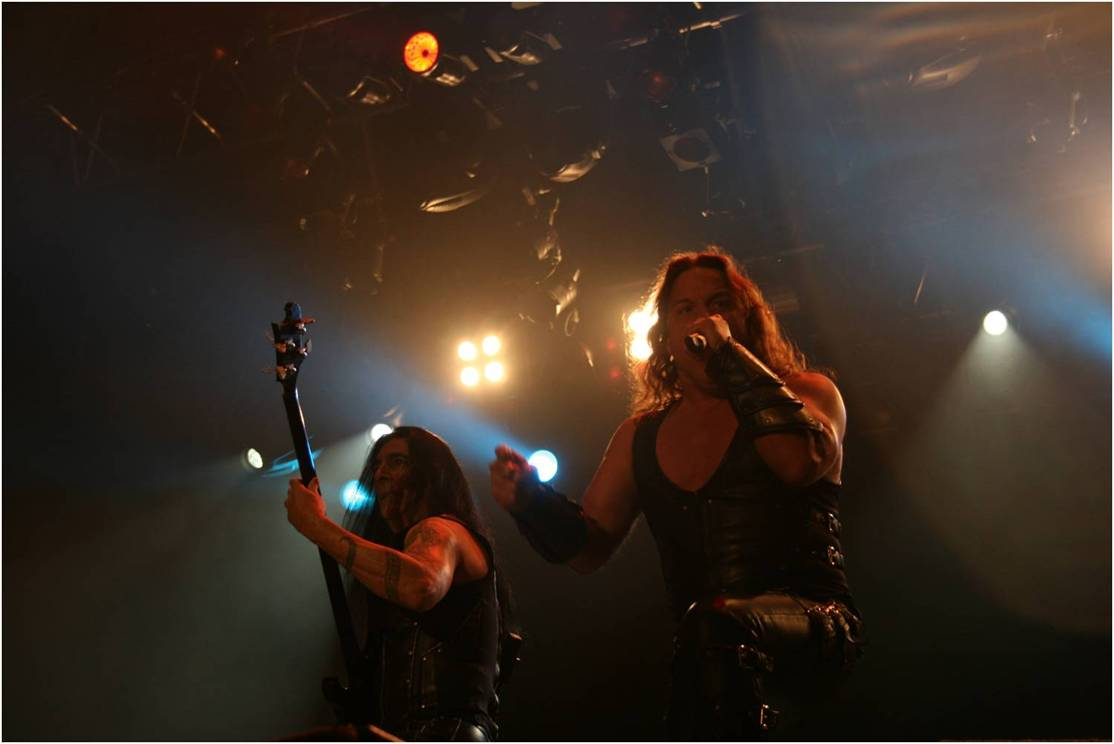
Manowar (ici en 2009) est l'un des premiers groupes à faire usage de thèmes vikings.

L'usage de thèmes et d'imagerie viking dans le hard rock et le heavy metal est le précurseur du viking metal. À cette période, les paroles de chansons comme Immigrant Song (1970) et No Quarter (1973) de Led Zeppelin font allusion aux voyages et à la violence des viking. Le groupe suédois Heavy Load est également auteur de chansons ayant pour thème l'histoire des viking, comme la chanson Son of the Northern Light ; Eduardo Rivadavia du site AllMusic explique que la chanson Stronger than Evil sortie en 1983 laisse à penser que Heavy Load puisse être le premier groupe de viking metal. Le guitariste de metal néo-classique Yngwie Malmsteen fait souvent usage de thèmes d'hyper-masculinité, de guerriers héroïques, et des Vikings, par exemple dans son album Marching Out, sorti en 1985,. le groupe allemand Grave Digger et le groupe américain Manowar, tous les deux formés en 1980, s'inspirent dans la mythologie nordique comme décrite dans Der Ring des Nibelungen de Richard Wagner. Manowar, en particulier, adopte bien plus l'imagerie viking que les autres groupes. Trafford et Pluskowski expliquent que Manowar sont « des champions du pagne de fourrure » « ridicules même pour la scène heavy metal, mais ils parviennent pourtant à se populariser. » Cependant, Trafford et Pluskowski stipulent que l'imagerie viking ne colle pas à Manowar. Ils expliquent que « dans certains cas, la version Manowar des Vikings fait plus penser à Conan le barbare : ce qui importe à Manowar c'est la masculinité sauvage des Vikings. »

### Viking metal
Les racines du viking metal sont généralement citées à la fin du développement de la scène metal scandinave, en particulier dans les scènes death et black durant la fin des années 1980. Inspirés par le thème viking de Manowar, certains groupes s'identifient comme autant impliqués que Manowar sur ce thème. En tête de ce mouvement se tient le groupe suédois Bathory. Son premier album Bathory est commercialisé en 1984 et est « considéré par beaucoup comme le premier album de black metal ». Le quatrième album du groupe, Blood Fire Death, commercialisé en 1988, inclut deux premières chansons catégorisées viking metal – A Fine Day to Die et Blood Fire Death. Eduardo Rivadavia du site web AllMusic les décrit comme des « exemples incontestables » de viking metal. La couverture de Blood Fire Death présente même Åsgårdsreien, une peinture de l'artiste norvégien Peter Nicolai Arbo. Bathory s'inspire une nouvelle fois de ce thème en 1990 avec la parution de l'album Hammerheart, un album concept pleinement consacré aux Vikings. Comme pour son prédécesseur, cet album présente une peinture orientée sur le thème des Vikings, The Funeral of a Viking, de Sir Frank Dicksee. Par la suite, Twilight of the Gods sort en 1991, et Blood on Ice, enregistré entre 1988 et 1989, est commercialisé en 1996. Rivadavia cite Hammerheart comme un « album archétype de viking metal. » Sur cet album, explique Rivadavia, Quorthon, le fondateur du groupe, « devient le pilier d'une génération entière d'adolescents rebelles nordiques ».

### La parenthèse du viking metal à la française
Le groupe de metal symphonique français Seyminhol a contribué également à sa manière au viking metal. En 2002 le groupe sort un premier album sur ce thème, Northern Recital. Kevin Kazek, chanteur du groupe Seyminhol, mêle des faits historiques réels comme l'attaque de l'abbaye de Lindisfarne à une version romancée de l'Histoire. Côté musical on retrouve la présence d'instruments typiques comme la cornemuse, accompagnant les nappes de claviers, ainsi que certains passages chantés en langue scandinave. Le succès étant au rendez-vous le groupe sort une suite à cet album en 2005, Septentrion's walk. Toujours plus poussé dans la thématique du viking, Seyminhol allie encore une fois la réalité historique à une écriture romancée. Les deux albums contiennent une pochette soignée sur la mythologie nordique avec la représentation, pour l'un, d'un berserker et, pour l'autre, de la proue d'un drakkar sur lequel se tient fièrement un guerrier levant un marteau frappé par la foudre renvoyant à l'iconographie du dieu Thor. Les CD sont accompagnés d'un livret richement illustré sur les Vikings avec des photos de pièces de musées et des dessins originaux. Le groupe Seyminhol est également cité comme référence dans le domaine par Fabien Hein dans son livre Hard rock, heavy metal, metal : histoires, cultures et pratiquants.